# Northwest Harwinton
Northwest Harwinton – jednostka osadnicza w Stanach Zjednoczonych, w stanie Connecticut, w hrabstwie Litchfield.